# Salix integra
Salix integra ist eine Pflanzenart aus der Gattung der Weiden (Salix). Sie ist in Ostasien beheimatet. Als Harlekin-Weide ist die panaschierte Sorte 'Hakuro Nishiki' bekannt.

## Merkmale
Salix integra ist ein Strauch, der Wuchshöhen von drei Metern erreicht. Die Zweige sind kahl, zuerst gelblich oder rötlich gefärbt, ältere Triebe besitzen eine grau-grüne Rinde. Die ovalen, vorne spitz zulaufenden Knospen sind ebenfalls kahl und gelblich braun gefärbt. Die Blätter stehen – ungewöhnlich für Weiden – fast gegenständig, gegenständig oder zu dritt in Quirlen. Die Blätter sind elliptisch bis länglich, zwei bis fünf Zentimeter lang bei ein bis zwei Zentimeter Breite. Sie sind sehr kurz gestielt bis fast sitzend, der Blattgrund ist abgerundet bis leicht eingezogen und den Spross umfassend, das Blatt endet in einer kurzen, aufgesetzten Spitze. Der Blattrand ist ganzrandig oder im vorderen Bereich des Blattes fein gezähnt. Die mittlere Blattader ist braun, bei jungen Blättern behaart.
Die Blüten stehen in Kätzchen zusammen, die im Mai noch vor dem Laubaustrieb erscheinen. Unterhalb des Blütenstands stehen einige Laubblätter. Die Tragblätter sind braun bis fast schwarz und fast immer behaart. Die männlichen Blüten besitzen zwei miteinander verwachsene Staubblätter, die Staubbeutel sind rot. Die weiblichen Blüten haben einen länglich-ovalen, behaarten Fruchtknoten mit kurzem Griffel und roter, zwei- bis vierteiliger Narbe. Es entstehen behaarte, zwei bis drei Millimeter große Kapselfrüchte, die im Juni reifen.

## Verbreitung
Salix integra ist in Ostasien verbreitet: im Norden Chinas, in Japan, Korea und Russland (Region Primorje). Sie wächst an Wasserläufen und in feuchten Wiesen.

## Systematik und botanische Geschichte
Salix integra wurde 1784 von Carl Peter Thunberg in einer Publikation Johan Andreas Murrays beschrieben. Sie wurde verschiedentlich als Varietät oder Unterart der Purpur-Weide (Salix purpurea) angesehen: Salix purpurea var. multinervis (Franchet & Savatier) Matsumura, Salix purpurea subsp. amplexicaulis (Chaubard) C.K.Schneid.

## Verwendung
Die Sorte 'Hakuro Nishiki' mit rosa und weiß panaschierten Blättern wird als Ziergehölz verwendet und ist unter der Bezeichnung „Harlekin-Weide“ bekannt. Sie wird meist auf eine andere Weiden-Sorte gepfropft und als Hochstämmchen verkauft. Diese Sorte wurde 1979 von Harry van de Laar aus Japan eingeführt.